# Goujon (mécanique)
Pour les articles homonymes, voir Goujon.
Ne doit pas être confondu avec Goujon (fixation).

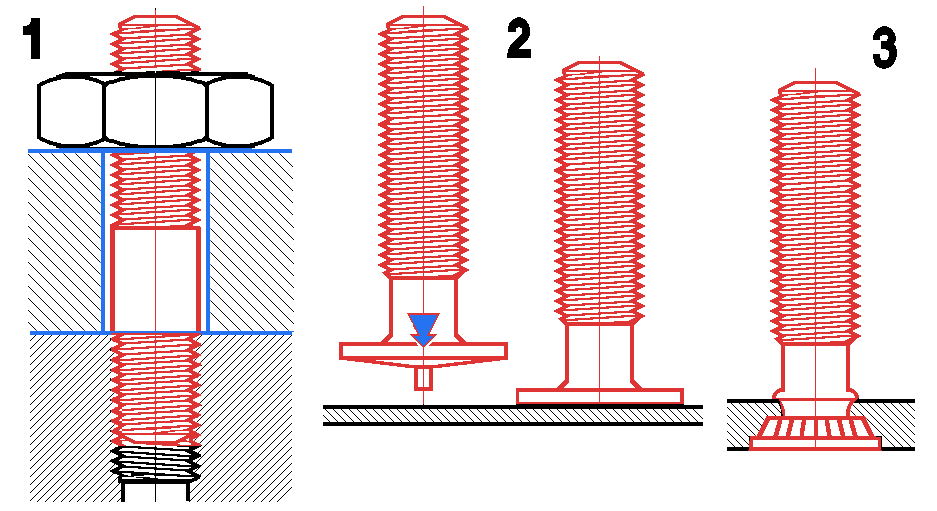
Divers goujons.

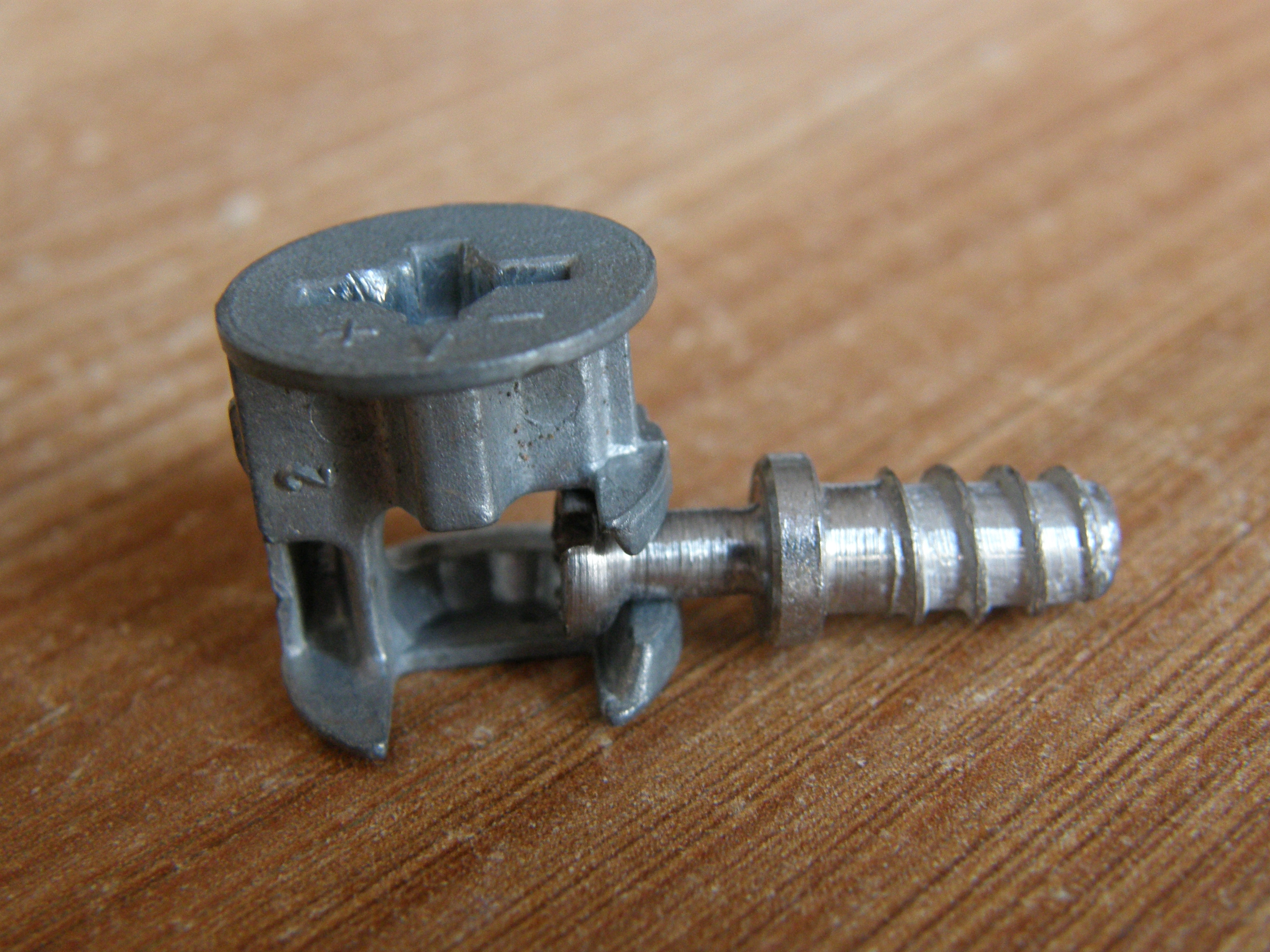
Excentrique à gauche et goujon d'assemblage pris dans l'excentrique.

Un goujon est un organe mécanique en forme de tige permettant de réaliser une liaison « indirecte, complète, rigide, démontable » entre une pièce équipée du goujon et une ou plusieurs autres traversées par le goujon et verrouillée par un écrou.
Les types principaux de goujons sont :
1. Les goujons vissés : filetés aux deux extrémités, ils sont fixés à la pièce de base par vissage « à fond de filet » dans un trou taraudé prévu à cet effet. La liaison du goujon à la pièce de base est réputée indémontable ;
2. Les goujons soudés : fixés à la pièce de base par soudure. Le goujon soudé s'emploie dans le cas où l'usinage de la pièce porteuse n'est pas possible ou trop onéreux ;
3. Les goujons rivetés (ou goujon à sertir) : fixés à la pièce de base par rivetage ;
4. Les goujons-inserts : utilisé en plasturgie. Fixés à la pièce de base au moment du moulage ;
5. Les goujons d'assemblage : utilisé avec des excentriques pour monter les meubles en kit. Ceux-ci sont le plus souvent vissés à la pièce de base, mais on trouve également des goujons à expansion pour un montage rapide[1] ;
6. Les goujons dits à expansion, dont l'extrémité est conique et recouverte partiellement d'un cerclage de métal flexible (anciennement du plomb). Ce cerclage se bloque dans le trou pratiqué dans le support; en tirant fortement sur le goujon (par exemple en vissant un écrou) la partie conique vient élargir ce cerclage qui coince le goujon dans la pièce. Ce type de goujon est par exemple utilisé pour insérer un point de fixation résistant dans un mur ou un plafond en matériaux dense granuleux (dalle de béton, brique pleine, pierre...).

Certains auteurs considèrent que l'écrou fait partie du goujon, comme c'est le cas pour le boulon (organe très voisin du point de vue fonctionnel), et de même, la liaison par goujon peut se voir complétée par rondelle(s) et contre-écrou.
Il ne faut pas confondre le goujon « vissé » avec une tige filetée. Les deux parties filetées du goujon « vissé » sont toujours séparées par un tronçon lisse.
Le mot goujon est dérivé de gouge.